# Anguillara Sabazia
Anguillara Sabazia település Olaszországban, Lazio régióban, Róma megyében. Lakosainak száma 19 091 fő (2023. január 1.). Anguillara Sabazia Bracciano, Campagnano di Roma, Cerveteri, Fiumicino, Trevignano Romano és Róma községekkel határos.

## Népesség
A település népességének változása:
| Lakosok száma | 19 401 | 19 426 | 19 091 |
|               | 2017   | 2018   | 2023   |